# Gottfried Schwarz
Gottfried Schwarz (ur. 13 maja 1913 w Fürth, zm. 19 czerwca 1944 w San Pietro al Natisone) – oficer SS w randze Untersturmführera, uczestnik akcji T4, zastępca komendanta obozu zagłady w Bełżcu, w którym pełnił także funkcję kierownika tzw. obozu II, czyli strefy zagłady, w której znajdowały się komory gazowe i masowe groby. Po likwidacji Bełżca był komendantem obozów pracy w Dorohuczy i na Flugplatzu w Lublinie. Przeniesiony na wybrzeże Adriatyku, zginął z rąk włoskich partyzantów.

## Życiorys
Urodził się w bawarskim Fürth. Wstąpił do SS. Według Kurta Franza przed wojną był członkiem załogi KL Dachau. Pod koniec 1939 roku został przydzielony do personelu akcji T4, czyli tajnego programu eksterminacji osób psychicznie chorych i niepełnosprawnych umysłowo. Służył w „ośrodku eutanazji” w Grafeneck jako „palacz” w krematorium. Według Chrisa Webba miał także służyć w ośrodkach w Brandenburgu i Bernburgu.
Jako jeden z pierwszych weteranów akcji T4 został przeniesiony do okupowanej Polski, aby wziąć udział w eksterminacji Żydów. Pod koniec października 1941 roku wraz z Josefem Oberhauserem i Johannem Niemannem udał się do Lublina. Tam prawdopodobnie dołączył do nich Richard Thomalla z Centralnego Zarządu Budowlanego SS i Policji, w którego towarzystwie udali się do wsi Bełżec, gdzie 1 listopada rozpoczęli budowę pierwszego obozu zagłady w Generalnym Gubernatorstwie. Do czasu przybycia komendanta Christiana Wirtha (22 grudnia) Schwarz kierował całością spraw związanych z budową obozu.
Obóz oficjalnie rozpoczął działalność 17 marca 1942 roku, kiedy przybyły doń pierwsze transporty z gett w Lublinie i Lwowie. Schwarz pełnił funkcję zastępcy komendanta. Był jednocześnie kierownikiem tzw. obozu II, czyli strefy zagłady, w której znajdowały się komory gazowe i masowe groby. W obozowej hierarchii był „osobą nr 2” i bezpośrednio odpowiadał za sprawny przebieg procesu eksterminacji. Wykazywał się dużym okrucieństwem wobec więźniów i pędzonych na śmierć ofiar.

Kontrolował on askarów, czy ci są dość bestialscy w stosunku do nas i czy dość mocno katują. Dozorował nas przy kopaniu grobów […] Rykiem, pejczem, bezlitosnym wyganianiem od grobów pędził do komór, gdzie stosy trupów czekały na dalszą drogę do głębokich mogił […] Schwarz bił ciągle wszystkich. Nie wolno było zakrywać twarzy przed razami – „Hände ab!” – wrzeszczał i pastwił się z rozkoszą – relacja Rudolfa Redera.

Schwarz cieszył się pełnym zaufaniem komendanta Wirtha, który uznawał go za wystarczająco „twardego”, by podołać kierowaniu obozem II. Obaj utrzymywali również zażyłe relacje towarzyskie. Gdy w sierpniu 1942 roku Wirth został przeniesiony do Lublina na stanowisko inspektora wszystkich obozów akcji „Reinhardt”, Schwarz zachował stanowisko zastępcy komendanta i kierownika obszaru zagłady. Według jednego ze świadków miał asystować przy „eksperymentach” z gazowaniem ludzi, które wiosną 1942 roku przeprowadzano w nowo wybudowanym obozie zagłady w Sobiborze. W uznaniu zasług położonych w czasie akcji „Reinhardt” został wiosną 1943 roku awansowany do stopnia SS-Untersturmführera. Został także odznaczony Krzyżem Żelaznym II klasy.
Wczesnym latem 1943 roku obóz w Bełżcu uległ likwidacji. Schwarz został wówczas przeniesiony na stanowisko komendanta obozu pracy dla Żydów w Dorohuczy. W drugiej połowie września tegoż roku zastąpił Wirtha na stanowisku komendanta obozu pracy na Flugplatzu w Lublinie. Piastował je tylko przez niespełna półtora miesiąca, gdyż już 3 listopada 1943 roku wszystkich więźniów wymordowano w ramach akcji „Dożynki”.
Później, podobnie jak większość weteranów akcji „Reinhardt”, został przeniesiony do Einsatz R operującej na wybrzeżu Adriatyku. Zadaniem tej jednostki była likwidacja miejscowych Żydów oraz walka z jugosłowiańską i włoską partyzantką. 19 czerwca 1944 roku został zabity przez włoską partyzantkę komunistyczną w San Pietro al Natisone.
Został pochowany na niemieckim cmentarzu wojskowym w Costermano. Wraz z nim spoczywają tam inni uczestnicy akcji „Reinhardt” zabici w czasie służby we Włoszech, w tym Christian Wirth i komendant Sobiboru Franz Reichleitner. Po ujawnieniu tego faktu nazwisko Schwarza i innych zbrodniarzy zostało usunięte z rejestrów i skute z nagrobków, niemniej ich groby stały się obiektem czci dla środowisk neonazistowskich i neofaszystowskich.